# 吉多瓦尔
吉多瓦尔是巴西米纳斯吉拉斯州的一个市镇。总面积158.975平方公里，总人口7321人，人口密度46.1人/平方公里。